# Igor Klokov

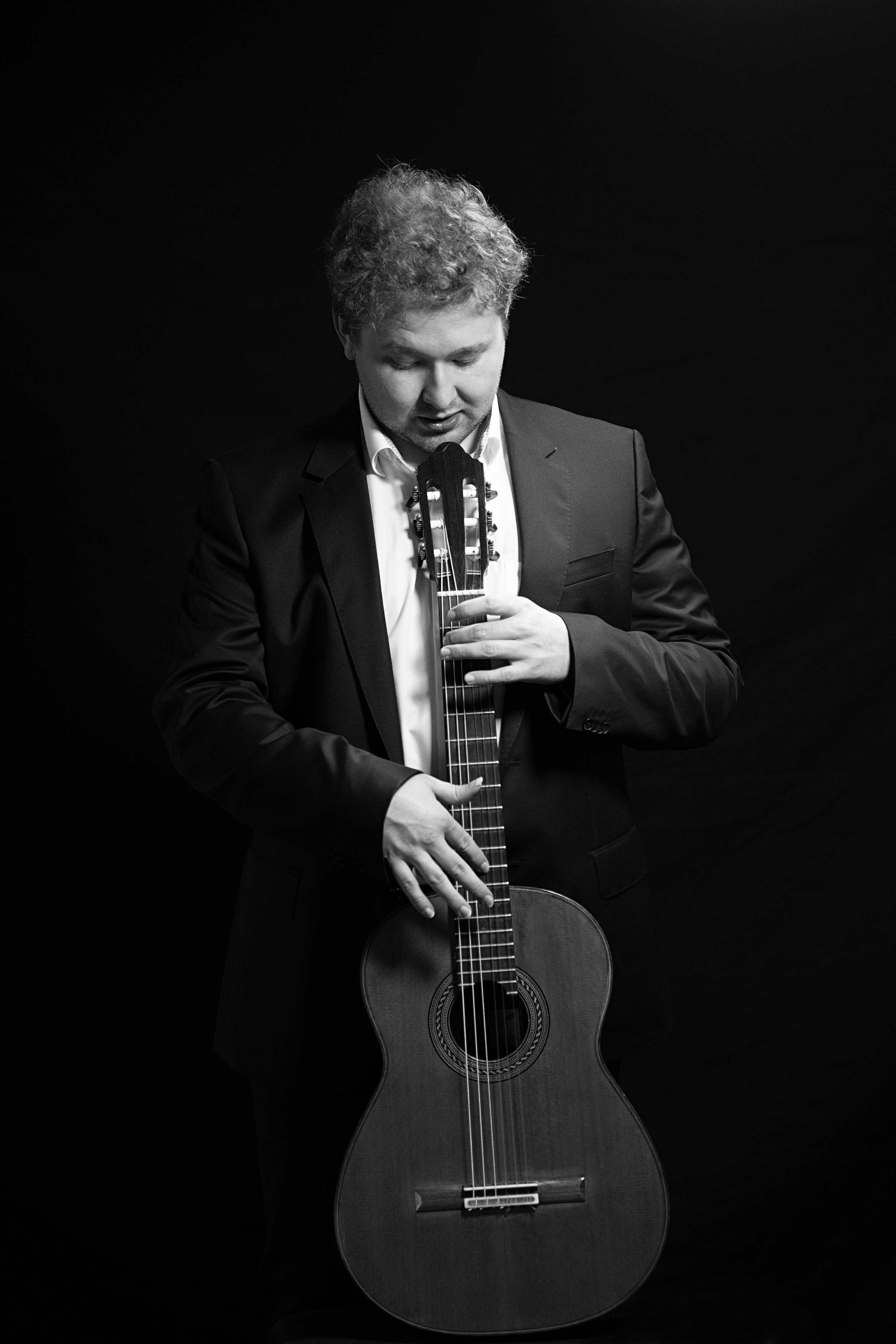
Igor Klokov (2020)

Igor Klokov (* 1994 in Jelez, Russland) ist ein klassischer Gitarrist und Musikpädagoge.

## Leben
Igor Klokov begann im Alter von 15 Jahren mit dem Gitarrespielen. Er studierte zunächst an der Kunstakademie in Russland, wo er 2013 seinen Abschluss machte. Im selben Jahr zog er nach Tschechien, wo er bis zu seinem Bachelor 2016 bei Vladislav Blaha an der Janáček-Akademie in Brünn studierte. Anschließend setzte er seine musikalische Ausbildung in Deutschland fort.
Hier besuchte er die Klasse von Hubert Käppel an der Koblenz International Guitar Academy sowie an der Hochschule für Musik Mainz (Master und Konzertexamen). Darüber hinaus studierte er an der Haute École de Musique de Genève in der Klasse von Judicaël Perroy.
Igor Klokov hat sich durch zahlreiche erste Preise bei Wettbewerben einen internationalen Ruf erworben (XIII Concurso International de Guitarra de Sevilla, XXVII Concurso International de Guitarra „CIUDAD DE CORIA“, Concurso Internacional de Guitarra „Cidade de Lagoa“, Koblenz International Guitar Competition Hubert Käppel, International Guitar Competition GuitarArt in Belgrad - um einige zu nennen)
Im Jahr 2024 gewann er zwei Preise bei den bedeutendsten Gitarrenwettbewerben der Welt: den 2. Preis beim 56. Concorso Internazionale di Chitarra Classica „Michele Pittaluga“ in Alessandria und den 2. Preis beim 39. Certamen Internacional Guitarra Classica „Andrés Segovia“ in La Herradura.
Seine Debüt-CD „Hommage“ erschien 2020 beim Label AureaVox nach dem Gewinn der Koblenz International Guitar Competition. Die Aufnahme umfasst neben der Musik von Rodrigo und Giuliani auch die vollständige Klavierpartita Nr. 6 von J.S. Bach.
Die zweite CD „Impermanence“ entstand 2025 beim britischen Label Contrastes Records. Das vielfältige Programm mit Werken von Dušan Bogdanović, R. Santiago, Mario Castelnuovo-Tedesco, Alexander Skriabin, Guido Santórsola und Domenico Scarlatti vereint Musik aus vier Jahrhunderten und drei Kontinenten.
Igor Klokov konzertiert international und ist ein regelmäßiger Gast auf Musikfestivals weltweit. Neben seinen Konzertauftritten gibt er Meisterkurse und wirkt als Juror.

## Diskografie
- 2020: Hommage – J.S. Bach, M. Giuliani, J. Rodrigo (AureaVox)
- 2025: Impermanence - D. Bogdanović, R. Santiago, G. Santorsola, M. Castelnuovo-Tedesco, A. Scriabin, D. Scarlatti (Contrastes Records)[5]